# Wappen der Gemeinde Forstern
Das Wappen der Gemeinde Forstern ist seit dem 18. Mai 1953 das offizielle Hoheitszeichen von Forstern.

## Blasonierung
„In Gold ein grüner Pfahl, beiderseits eine bewurzelte grüne Tanne, der Pfahl belegt mit einem wachsenden goldenen Abtsstab, der im Fuß mit einem silbernen Zahnrad überlegt ist.“

## Geschichte
Das Wappen wurde vom Münchner Heraldiker Emil Werz gestaltet.
Das Wappen zeigt in seiner Symbolik die geschichtliche Entwicklung von Forstern auf. So nimmt der Abtsstab Bezug auf die Grundherrschaft der ehemaligen Benediktinerabtei Ebersberg sowie des 1595 in ein Jesuitenkolleg umgewandelten Klosters Ebersberg.
Die Bäume im Wappen stehen – redend – für den Ortsnamen. Als Symbol für die ansässige Großindustrie (Eicher-Werke) wurde als Beizeichen ein Zahnrad in das Wappen aufgenommen. Zahn- und Kammräder sind als allgemein gültige Industriesymbole schon längst in den heraldischen Formenschatz übergegangen.
Das Bayerische Staatsministerium des Innern genehmigte mit Beschluss vom 18. Mai 1953 die Führung des Wappens durch die Gemeinde.